# Улица Маршала Баграмяна (Калининград)
Набережная Маршала Баграмяна расположена вдоль реки Преголя и идёт от пересечения с Московского проспекта до Правой набережной.

## История
Названа в честь Маршала Баграмяна, который был во время штурма Кёнигсберга заместителем командующего 3-м Белорусским фронтом маршала А. М. Василевского.

## Значимые объекты
На набережной находится спорткомплекс «Юность», лицей № 35. С набережной расположен вход в Музей Мирового океана.

## Галерея

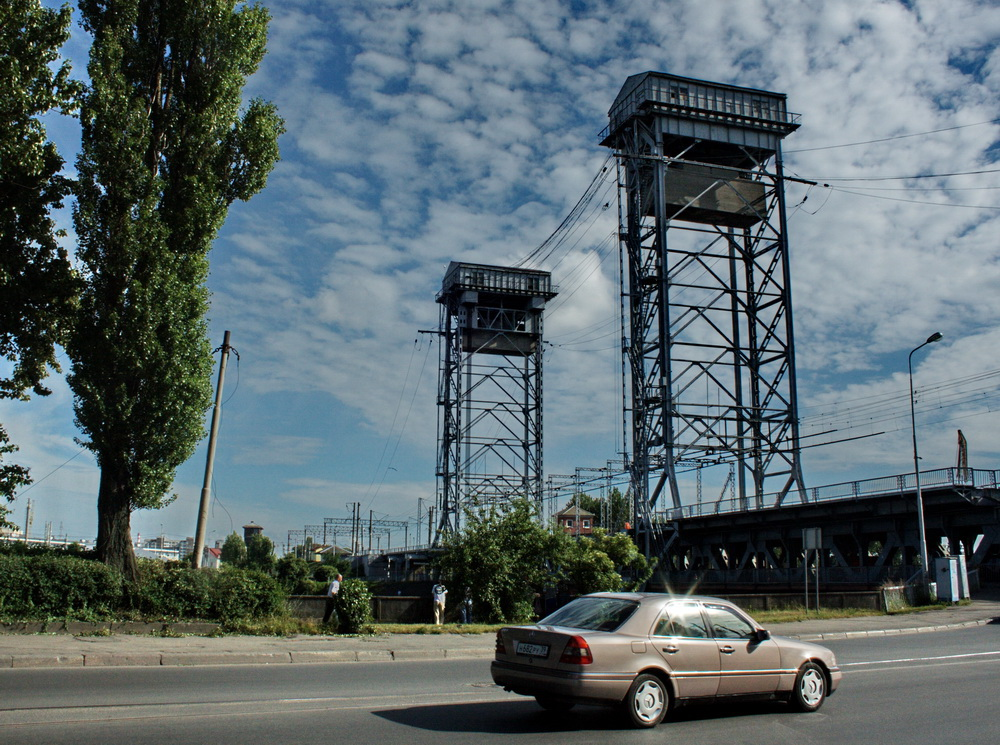
Вид на двухъярусный мост со стороны набережной
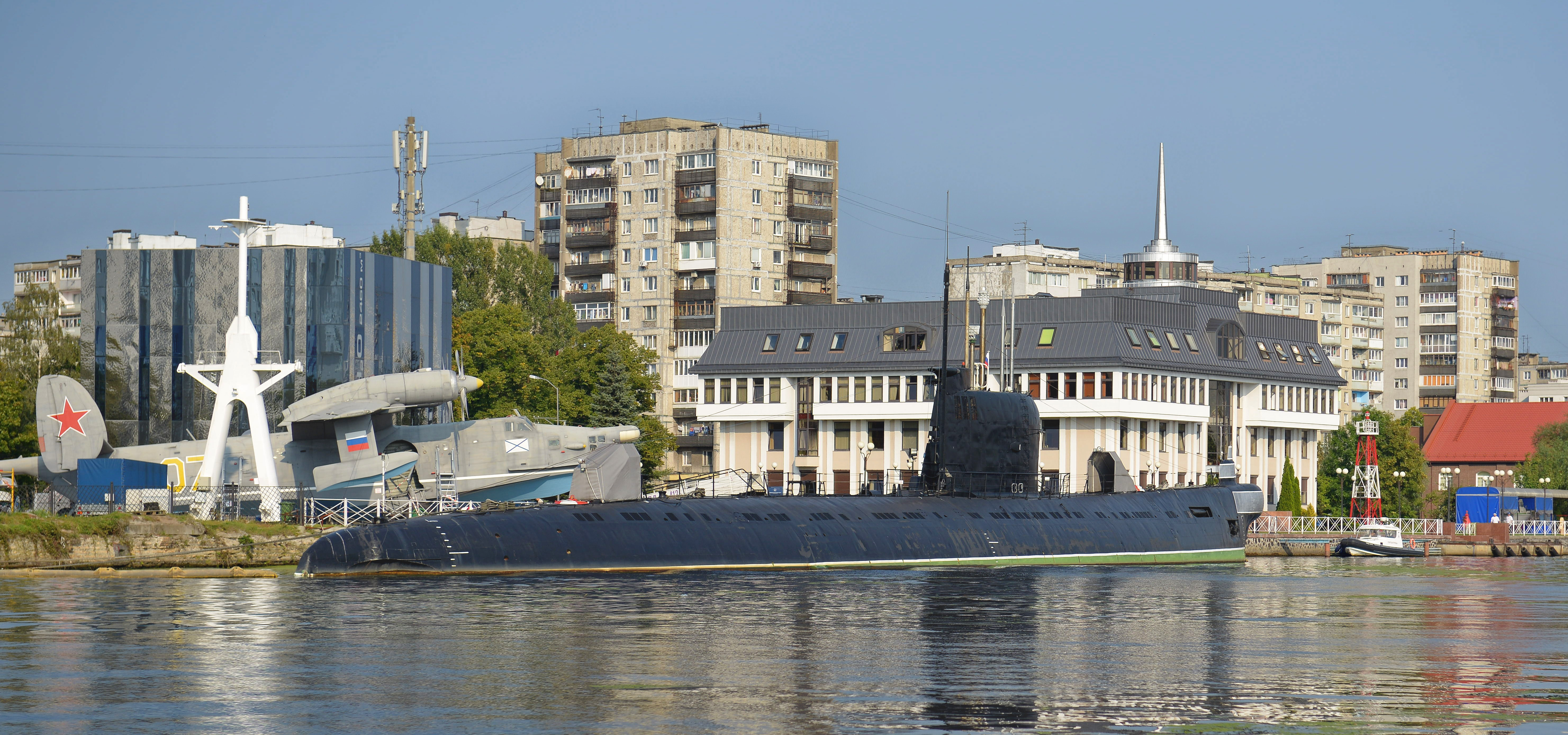
Вид на музей Мирового океана